# دوقية مكلنبورغ شفيرين

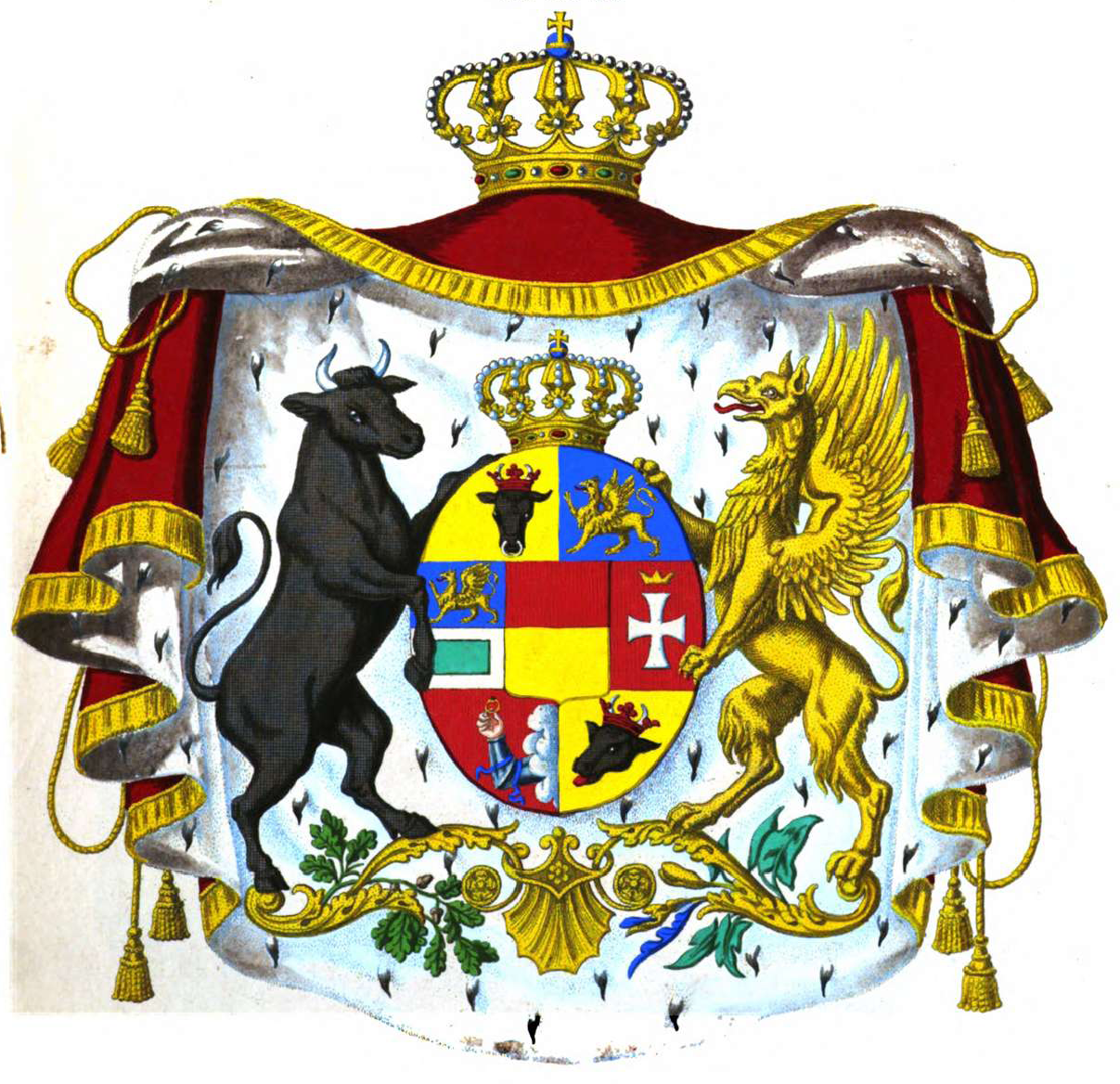

دوقية مكلنبورغ شفيرين (بالألمانية: Herzogtum Mecklenburg-Schwerin) دوقية أنشأت في شمال ألمانيا في عام 1348، عندما رقـّى الملك كارل الرابع كل من ألبرشت الثاني وشقيقه الأصغر يوهان الأول إلى دوقات مكلنبورغ. حكمها خلفاء من آل مكلنبورغ، بقيت مكلنبورغ-شفيرين دولة فقيرة نسبيا ضمن الإمبراطورية الرومانية المقدسة على طول بحر البلطيق الساحلية بين دوقيتي هولشتاين وبومرانيا.